# Зарічне (Сімферопольський район)
Зарі́чне (до 1945 року — Шумха́й, крим. Şumhay) — село в Україні, у Сімферопольському районі Автономної Республіки Крим. Підпорядковане Добрівській сільській раді.
Село Зарічне в долині річки Салгир розташоване в 15 кілометрах на південний схід від Сімферополя по Алуштинському шосе.
Вперше згадується в 1784 році як кримськотатарське селище Шемкай (Шумхай) Салгирського кадилика Акмечетського каймаканства Кримського ханства.
На початку XX століття більше третини населення становили греки, які в 1944 році були депортовані.
В 1945 році Шумхай перейменували на Зарічне.

## Видатні уродженці
- Козіна Валентина Вікентіївна — Герой Соціалістичної Праці.
- Ольховський Георгій Сергійович (1989—2018) — український офіцер, командир роти 15 ОГПБ, учасник російсько-української війни.